# Benamaurel (kommunhuvudort)
Benamaurel är en kommunhuvudort i Spanien.   Den ligger i provinsen Provincia de Granada och regionen Andalusien, i den södra delen av landet, 300 km söder om huvudstaden Madrid. Benamaurel ligger 697 meter över havet och antalet invånare är 2 293.
Terrängen runt Benamaurel är platt åt nordost, men åt sydväst är den kuperad.Runt Benamaurel är det glesbefolkat, med 15 invånare per kvadratkilometer. Närmaste större samhälle är Baza, 14,4 km söder om Benamaurel. Trakten runt Benamaurel består till största delen av jordbruksmark.